# Hodoňovice
Hodoňovice (dříve Hodonovice, německy Swermwermsdorf, Hodonowitz,) je vesnice, část obce Baška v okrese Frýdek-Místek. Nachází se asi 1,5 km na jihozápad od Bašky. Prochází zde silnice I/56. Hodoňovice je také název katastrálního území o rozloze 3,05 km².

## Název
Původní název Hodoňovic byl Swermersdorf ("Swermerova ves"; název byla zapisována zkomoleně). Vesnice byla přechodně opuštěna (1388 zmíněna jako pustá), obnovena byla pod českým jménem Hodoňovice, které se zakládá na osobním jméně Hodoň.
V sousedství Hodoňovic zanikla (1389 zmíněna jako pustá) vesnice Quittendorf, jejíž německé jméno vzniklo ze staršího českého začínajícího na Květ- (snad Květov nebo Květovice).

## Historie
První písemná zmínka o Hodoňovicích pochází z roku 1577, když Hanco de Friedlant přejímá místecké léno včetně osady Quittendorf. Přesnější písemnou zmínkou o vesnici, občanech a daňových povinnostech je Urbář frýdecko-místeckého panství z roku 1580, který nechal zpracovat tehdejší majitel, Jiří z Lohova. Urbář zmiňuje, že se v obci nacházel jeden mlýn a jedna pila a asi 12 usedlostí, osídlených osadníky s českými jmény. V roce 1871 bylo velmi významné dokončení vodního a strojního náhonu, vedoucího od Hodoňovic přes Místek až do Sviadnova. Tento náhon poháněl mlýny, pily a stoupy ležící po celé trase, a hlavně také místecké textilní továrny. V roce 1875 byla dostavěna a vysvěcena kaple „Narození Panny Marie“. Později, roku 1885, byl založen také hřbitov. V této době měly Hodoňovice asi 436 občanů. V roce 1922 vzniká Sbor dobrovolných hasičů, a během let 1935 a 1936 probíhá elektrifikace. V obou světových válkách padlo několik místních občanů. Dne 9. dubna 1960 byla samostatná obec, spojením obcí Baška, Kunčičky u Bašky a Hodoňovice, vzniká sloučená obec Baška.

## Obyvatelstvo
| Rok            | 1869 | 1880 | 1890 | 1900 | 1910 | 1921 | 1930 | 1950 | 1961 | 1970 | 1980 | 1991 | 2001 | 2011 | 2021 |
| -------------- | ---- | ---- | ---- | ---- | ---- | ---- | ---- | ---- | ---- | ---- | ---- | ---- | ---- | ---- | ---- |
| Počet obyvatel | 369  | 387  | 376  | 436  | 511  | 447  | 616  | 656  | 715  | 659  | 598  | 521  | 598  | 675  | 728  |
| Počet domů     | 58   | 61   | 62   | 66   | 68   | 72   | 104  | 155  | 155  | 173  | 167  | 192  | 207  | 227  | 251  |